# Malaysia Open 1938
Die Malaysia Open 1938 im Badminton fanden in Kuala Lumpur Ende April 1938 am Osterwochenende statt. Sie waren die 2. Auflage dieses Championats.

## Finalresultate
| Disziplin    | Sieger                      | Finalist                   | Ergebnis           |
| ------------ | --------------------------- | -------------------------- | ------------------ |
| Herreneinzel | Tan Chong Tee               | Wong Peng Soon             | 15–2, 9–15, 15–11  |
| Dameneinzel  | Moey Chwee Lan              | Chang Kon Neong            | 11–8, 11–6         |
| Herrendoppel | A. S. Samuel Chan Kon Leong | Ho Boon Choo Khoo Eng Tong | 21–18, 21–8        |
| Damendoppel  | Chang Kon Neong Ida Lim     | Lee Chee Neo Lee Kim Leo   | 18–13, 15–7        |
| Mixed        | Wong Peng Soon Waileen Wong | A. S. Samuel Ida Lim       | 20–23, 21–17, 21–7 |